# Barrage de Malause
Le barrage de Malause est un barrage hydroélectrique au fil de l'eau sur la Garonne France département de Tarn-et-Garonne, en région Occitanie.

## Localisation
Situé sur la commune de Malause. C'est le dernier barrage sur la Garonne avant son embouchure.

## Données techniques
C'est un barrage mobile à clapets haut de 14,2 mètres pour une retenue de 15 millions de m3.
Le barrage alimente par un canal de dérivation long de 15 km l'usine hydroélectrique de Golfech qui est équipé de deux turbines de type Kaplan. Le canal est également utilisé pour le refroidissement de la centrale nucléaire de Golfech.

## Lac de retenue
La retenue forme un lac de 575 ha qui arrose six communes Malause, Moissac, Boudou, Saint-Nicolas-de-la-Grave, Castelmayran et Castelsarrasin.

## Historique
Construction dès 1969 (cf. remonter le temps - IGN). Mise en service en 1973.
En 1980 et en 1990, des attentats ou sabotages visant le barrage de Malause ont eu lieu en y faisant de nombreux dégâts,.

## Loisirs et activités
Le lac en amont du barrage est utilisé pour la pêche et la navigation de plaisance et sert aussi de réserve pour l'irrigation avec de nombreuses stations de pompage le long de ses berges.

### Articles externes
- « Le barrage s'offre un pilote automatique : EDF investit près d'un million d'euros à Malause », article local réservé aux abonnés, sur La Dépêche, 16 avril 2003